# Estadio Charléty
El Estadio Sébastien Charléty o simplemente Estadio Charléty es un estadio multiusos ubicado en el distrito 13 de la ciudad de París, Francia. Oficialmente, la capacidad actual del estadio es de 19.151 espectadores. El estadio se inauguró en 1939 y fue diseñado por el arquitecto francés Bernard Zehrfuss. Es el campo actual del Paris Football Club que compite en la Ligue 2, y el Paris FC Féminines que compite en la división 1 Féminine y en la UEFA Champions League Femenina.
El estadio alberga la Casa del Deporte Francés, con las oficinas del Comité Olímpico Francés y la Federación Francesa de Atletismo.
El estadio está situado entre el bulevar Kellermann y el Bulevar Periférico de París a la altura de la puerta de Gentilly, y se accede fácilmente a través de la Línea T3 del Tranvía de París.

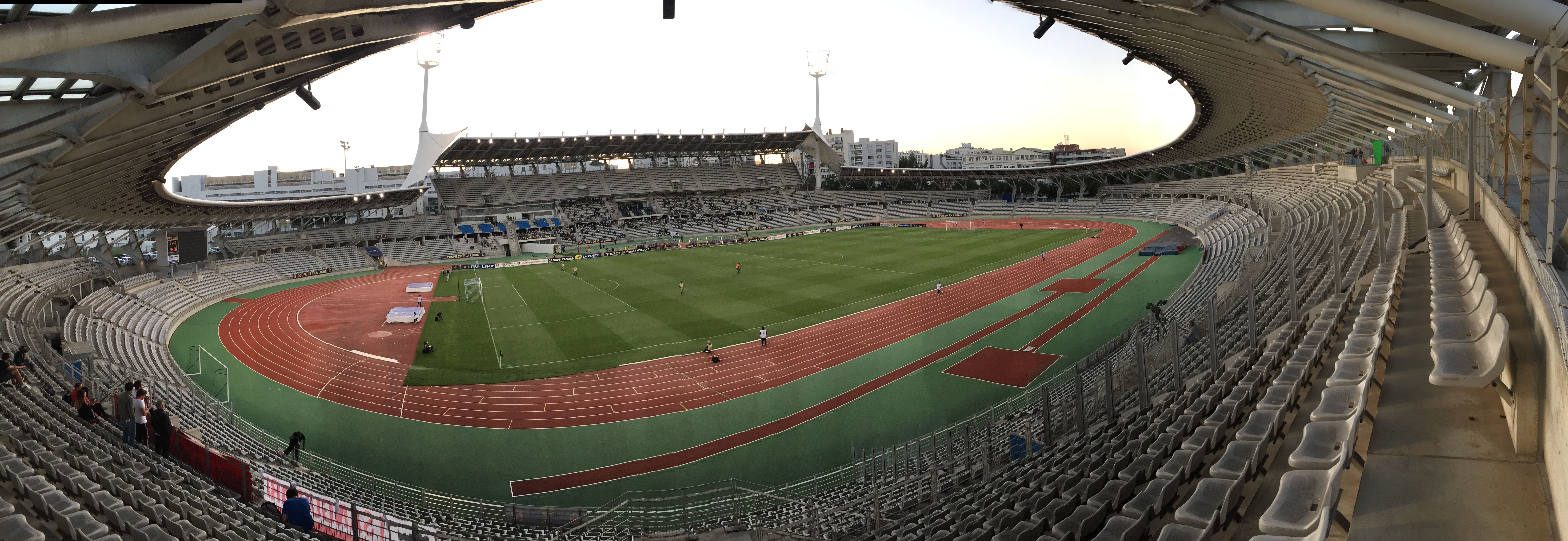
Panorámica